# Radtke
Radtke ist ein deutscher Familienname.

## Namensträger
- Adriane Radtke (* 1983), deutsche Fußballspielerin
- Andreas Radtke (* 1968), deutscher Filmeditor
- Anton Radtke († 1945), deutscher Panzergeneral, Kampfkommandant von Halle
- Bernd Radtke (* 1944), deutscher Orientalist und Islamwissenschaftler
- Bernd Radtke (Fotograf) (* 1960), deutscher Fotograf
- Bernhard Radtke (* 1949), deutscher Gewichtheber
- Christian Radtke (1950–2018), deutscher Fußballspieler
- Christine Radtke (Fechterin), deutsche Fechterin
- Christine Radtke, Geburtsname von Christine von Weizsäcker (* 1944), deutsche Biologin
- Christine Radtke (Medizinerin) (* 1976), deutsch-österreichische Chirurgin und Hochschullehrerin
- Dan Radtke (* 1963), deutscher Radrennfahrer
- Dennis Radtke (* 1979), deutscher Politiker (CDU), MdEP
- Dinah Radtke (* 1947), deutsche Übersetzerin
- Erika Radtke (* 1937), deutsche Fernsehmoderatorin
- Frank-Olaf Radtke (* 1945), deutscher Erziehungswissenschaftler und Hochschullehrer
- Georg A. Radtke (1922–1995), deutscher Landwirt und Feldornithologe
- Günter Radtke (Pressezeichner) (1920–2018), deutscher Pressezeichner, Illustrator, Maler und Mitbegründer des Stern
- Günter Radtke (Schriftsteller, 1925) (* 1925), deutscher Schriftsteller
- Günter Radtke (Schriftsteller, 1927) (1927–1987), deutscher Polizist und Schriftsteller
- Helga Radtke (* 1962), deutsche Leichtathletin
- Henning Radtke (* 1962), deutscher Rechtswissenschaftler und Hochschullehrer
- Herdin Radtke (* 1943), deutscher Maler, Malpädagoge und Sänger
- Hermann Radtke (1875–1969), deutscher Politiker (SPD)
- Horst Radtke (1941–2017), deutscher Politiker (SPD)
- Kathleen Radtke (* 1985), deutsche Fußballspielerin
- Kerstin Radtke Buchfelner (* 1965), deutsche Sängerin
- Leo Radtke (1897–1969), deutscher Gewerkschafter, Widerstandskämpfer, Funktionär von Verfolgtenverbänden
- Lutz Radtke (* 1962), deutscher Fußballspieler
- Michael Radtke (* 1946), deutscher Journalist, Schriftsteller und Drehbuchautor
- Oskar Radtke, deutscher SS-Führer im Reichssicherheitshauptamt
- Peter Radtke (1943–2020), deutscher Autor und Schauspieler
- Sebastian Radtke (* 1983), deutscher Fußballspieler
- Sibylle Appuhn-Radtke (* 1952), deutsche Kunsthistorikerin
- Sina Radtke (* 1994), deutsche Schauspielerin
- Theda Radtke (* 1982), deutsche Psychologin
- Ulrich Radtke (* 1955), deutscher Geograph und Hochschullehrer
- Valerie Radtke (1913–1999), deutsche Schriftstellerin
- Wolfgang Radtke (* 1942), deutscher Historiker